# Agaleptus zimbabweanus
Agaleptus zimbabweanus är en skalbaggsart som beskrevs av Karl Adlbauer 1996. Agaleptus zimbabweanus ingår i släktet Agaleptus och familjen långhorningar.
Artens utbredningsområde är Zimbabwe. Inga underarter finns listade i Catalogue of Life.